# れいめい (巡視船)
「れいめい」（Reimei）は、海上保安庁のヘリコプター搭載型巡視船。PLH-33の記号・番号を付されている。船名は夜明けや新しい時代の始まりを意味する黎明に由来する。建造費用は262億円。

## 船歴
2020年2月19日に竣工し、鹿児島海上保安部（第十管区）に配属された。

## 搭載機の変遷
| 機種     | 機番  | 愛称     | 配属期間        | 備考 |
| -------- | ----- | -------- | --------------- | ---- |
| EC.225LP | MH695 | はやたか | 2020年2月19日－ |      |